# Romulus (lune)
Romulus, officiellement (87) Sylvia I Romulus (désignation provisoire S/2001 (87) 1) est le satellite externe de (87) Sylvia qui compte deux lunes connues.
Il a été découvert par Michael E. Brown.
Son diamètre moyen est d'environ 18 km, ce qui correspond à environ 1/16 du diamètre de Sylvia.
Ne pas confondre avec l'astéroïde (10386) Romulus qui orbite autour du Soleil.